# Turgay Semercioğlu
Turgay Semercioğlu (* 25. Februar 1954 in Trabzon) ist ein ehemaliger türkischer Fußballspieler und -trainer. Er war auch zeitweise parallel zu seiner Fußballerkarriere als Basketballspieler aktiv. Durch seine langjährige Tätigkeit für Trabzonspor wird er stark mit diesem Verein assoziiert. Fan- und Vereinsseite wird er als einer der bedeutendsten Spieler der Klubgeschichte aufgefasst. Er war ein wichtiges Mitglied jener Mannschaft, die als erstes anatolisches Team die türkische Meisterschaft gewinnen konnte und gehört zusammen mit Şenol Güneş und Necati Özçağlayan zu jenen drei Spielern, die auch nachfolgend an allen Meisterschaftstiteln Trabzonspors beteiligt waren. Mit 402 Erstligaeinsätzen für Trabzonspor ist er nach Hami Mandıralı (468 Einsätze) der Spieler mit den zweithäufigsten Süper-Lig-Einsätzen der Vereinsgeschichte. Nach seiner Trainerkarriere arbeitete er einige Male als Fußballtrainer.

## Spielerkarriere

### Verein
Semercioğlu begann mit dem Fußballspielen auf der Straße und spielte dann in der Schulmannschaften. Er besuchte in seiner Heimatstadt Trabzon die Cumhuriyet İlkokulu Grundschule und erreichte anschließend auf der Trabzon Lisesi die Mittlere Reife und das Abitur. Während dieser Zeit spielte er in den Schulmannschaften dieser Schulen Fuß- und Basketball. Nach dem Abitur besuchte er die Eğitim fakültesi um Schullehrer zu werden und begann parallel zum Studium auch in der regionalen Amateurliga für Trabzon Çimentospor zu spielen. Nach seinem Abschluss war er einige Wochen als Lehrer tätig.
Im Sommer 1973 lag ihm ein Angebot vom Zweitligisten Trabzonspor vor. Dieser Verein war sechs Jahre zuvor durch die Fusion mehrerer örtlicher Vereine gegründet wurden und hatte die Absicht, mit örtlichen Talenten die Stadt Trabzonspor in der Süper Lig zu repräsentieren. Semercioğlu nahm das Angebot an und beendete damit auch seine Lehrerkarriere. Trotz seines jungen Alters fand er in der Mannschaft einen Stammplatz. Zum Saisonende erreichte man die Meisterschaft der TFF 1. Lig und damit den lang ersehnten Aufstieg in die Süper Lig.
Die erste Saison in der höchsten türkischen Spielklasse verlief für Semercioğlu eher durchwachsen und er absolvierte 17 Ligapartien. Einerseits schaffte er es in die türkische Nationalmannschaft, andererseits fiel er, zum Großteil verletzungsbedingt, mehrere Spiele aus. Seine Mannschaft belegte den neunten Tabellenplatz. In der zweiten Süper-Lig-Saison erreichte man völlig überraschend die Meisterschaft. Bis zu dieser Saison entschieden die drei großen Istanbuler Vereine Beşiktaş Istanbul, Fenerbahçe Istanbul und Galatasaray Istanbul die Meisterschaft der Süper Lig unter sich. Zwar verfehlte mit Eskişehirspor ein anderer anatolischer Verein dreimal knapp die Meisterschaft, jedoch blieb der Bann bestehen. Erst mit Trabzonspors Meisterschaft wurde er gelöst. Nach dieser Meisterschaft dominierte man auch in der nächsten Saison die Liga und sammelte neben der Meisterschaft auch mit dem Gewinn des Türkischen Fußballpokals und des Türkischen Supercups alle übrigen Pokale im damaligen türkischen Fußball. Erst in der Spielzeit 1977/78 vergab man mit einem Punkt Unterschied die Meisterschaft an Fenerbahçe, konnte aber die zwei übrigen Pokale holen. Nach diesem Rückschlag erholte man sich relativ schnell und wurde in den nächsten drei Spielzeiten erneut türkischer Fußballmeister. Semercioğlu erlebte im Sommer 1984 auch die bisher letzte Meisterschaft Trabzonspors mit und war mit 33 Spielen einer der Leistungsträger seine Teams. Nach dieser Saison blieb Trabzonspor zwar immer im oberen Tabellendrittel, jedoch schaffte man es nicht mehr, die Meisterschaft zu gewinnen.
Semercioğlu beendete im Sommer 1988 seine aktive Fußballerlaufbahn.

### Nationalmannschaft
Semercioğlu spielte das erste Mal für die türkische Nationalmannschaft bei der Qualifikation zur Fußball-Europameisterschaft 1976 gegen die Nationalmannschaft der UdSSR. Nach dieser Begegnung war er über mehrere Jahre eine feste Größe im Nationalteam. 26 seiner insgesamt 35 Einsätze absolvierte er hintereinander. Nachdem er bis 1981 ständig gespielt hatte, wurde er anschließend sechs Spielzeiten nicht mehr berücksichtigt. Erst März 1987 wurde er im Rahmen eines Freundschaftsspiels gegen die rumänische Nationalmannschaft in das Mannschaftsaufgebot berufen und spielte bei dieser Begegnung das letzte Mal für die Türkei.

## Trainerkarriere
Nach Beendigung seiner aktiven Laufbahn blieb Semercioğlu dem Fußball und Trabzonspor treu und war von 1990 bis 1997 Trainer der Jugend- bzw. Reservemannschafte.
Im Sommer 1998 arbeitete er zum ersten Mal als Cheftrainer und übernahm den Zweitligisten Şanlıurfaspor. Nachdem er den Erwartungen nicht gerecht wurde, verließ er den Verein.
Zum Sommer 2001 übernahm er erneut die Reservemannschaft Trabzonspors und trainierte diese bis zum Rücktritt des Cheftrainers Samet Aybaba. Nach dem Rücktritt Aybabas wurde der freigewordene Cheftrainerposten Semercioğlu angeboten, dieser willigte ein und trainierte die Mannschaft bis zum Februar 2004. Bereits nach fünf Spieltagen und drei Niederlagen in Folge erklärte er seinen Rücktritt. Er wurde durch Ziya Doğan ersetzt.
Seit dieser letzten Tätigkeit ist er als Talentsucher und technischer Berater für den Türkischen Fußballbund aktiv.

## Erfolge
Mit Trabzonspor
- Meisterschaft der TFF 1. Lig und Aufstieg in die Süper Lig: 1973/74
- Türkischer Meister (6): 1975/76, 1976/77, 1978/79, 1979/80, 1980/81, 1983/84
- Türkischer Pokalsieger (3): 1977, 1978, 1984
- Präsidenten-Pokalsieger (6): 1976, 1977, 1978, 1979, 1980, 1983
- Premierminister-Pokalsieger (3): 1976, 1978, 1985